# Physical Graffiti
Physical Graffiti ist das sechste Studioalbum der britischen Rockband Led Zeppelin. Es erschien im Februar 1975, avancierte zum weltweiten Nummer-eins-Erfolg und Millionenseller.

## Entstehung und Veröffentlichung

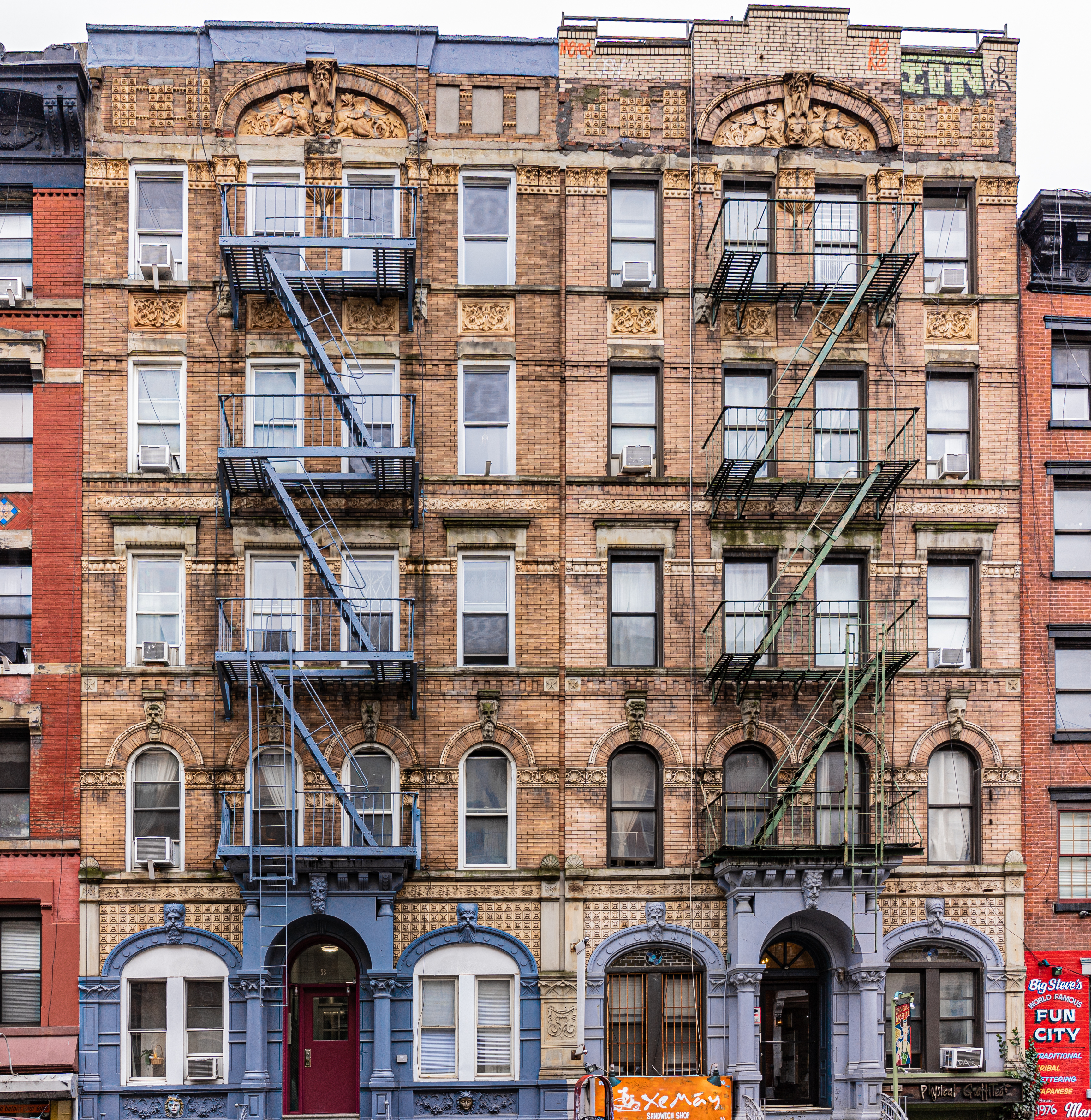
Das Motiv des Plattencovers, das Gebäude 96 und 98 8th Street / St. Mark's Place (Manhattan)

Die Erstveröffentlichung von Physical Graffiti erfolgte am 24. Februar 1975 bei Swan Song Records. Das Album erschien in seiner Originalausführung als Doppel-LP mit 15 Titeln (Katalognummer: 89 400). Am 23. Januar 1987 erschien das Album erstmals in einer CD-Ausführung (Katalognummer: 7567-92442-2). Am 20. Februar 2015 erschien bei Rhino Records eine „Deluxe Edition“ mit dem zusätzlichen Tonträger „Companion Audio“, der sieben Remixe enthält (Katalognummer: 8122795794).
Für das komponieren und texten zeichneten alle Led-Zeppelin-Mitglieder verantwortlich, wobei Jimmy Page und Robert Plant an allen Liedern beteiligt waren, während John Bonham und John Paul Jones nur vereinzelt als Autoren in Erscheinung traten. Page war zudem für die Produktion verantwortlich.

## Titelliste
Seite 1
1. Custard Pie (Page/Plant) (4:13)
2. The Rover (Page/Plant) (5:36)
3. In My Time of Dying (Page/Plant/Jones/Bonham) (11:04) a

Seite 2
1. Houses of the Holy (Page/Plant) (4:01) b
2. Trampled Under Foot (Page/Plant/Jones) (5:35)
3. Kashmir (Page/Plant/Bonham) (8:31)

Seite 3
1. In the Light (Page/Plant/Jones) (8:44)
2. Bron-Yr-Aur (Page) (2:06)
3. Down by the Seaside (Page/Plant) (5:14)
4. Ten Years Gone (Page/Plant) (6:31)

Seite 4
1. Night Flight (Jones/Page/Plant) (3:36)
2. The Wanton Song (Page/Plant) (4:06)
3. Boogie with Stu (Bonham/Jones/Page/Plant/Stewart/Valens-*) (3:51)
4. Black Country Woman (Page/Plant) (4:24)
5. Sick Again (Page/Plant) (4:43)

## Mitwirkende
- John Bonham – Schlagzeug
- George Chkiantz – Tontechnik
- Peter Corriston – Visuelles Design, Cover
- Mike Doud – Visuelles Design, Cover
- Elliott Erwitt – Fotografie
- B.P. Fallen – Fotografie
- Peter Grant – Ausführender Produzent
- Roy Harper – Fotografie
- Keith Harwood – Tontechnik, Mischung
- Dave Heffernan – Illustrationen
- Andy Johns – Tontechnik
- John Paul Jones – Bassgitarre, Keyboards, Mellotron
- Eddie Kramer – Tontechnik, Mischung
- George Marino – Bearbeitung
- Ron Nevison – Tontechnik
- Jimmy Page – akustische und elektrische Gitarre, Produzent, Tontechnik
- Robert Plant – Gesang, Mundharmonika
- Ian Stewart – Klavier bei Boogie With Stu

## Rezeption
Das Musikmagazin Rolling Stone führt es auf Platz 73 der Liste der 500 besten Alben aller Zeiten.

## Kommerzieller Erfolg

### Chartplatzierungen
| ChartsChartplatzierungen       | Höchstplatzierung | Wochen |
| ------------------------------ | ----------------- | ------ |
| Deutschland (GfK)              | 4 (25 Wo.)        | 25     |
| Österreich (Ö3)                | 2 (15 Wo.)        | 15     |
| Schweiz (IFPI)                 | 8 (5 Wo.)         | 5      |
| Vereinigte Staaten (Billboard) | 1 (48 Wo.)        | 48     |
| Vereinigtes Königreich (OCC)   | 1 (36 Wo.)        | 36     |

| ChartsJahrescharts (1975) | Platzierung |
| ------------------------- | ----------- |
| Deutschland (GfK)         | 47          |
| Österreich (Ö3)           | 7           |

### Auszeichnungen für Musikverkäufe
Das Album verkaufte sich laut Schallplattenauszeichnungen weltweit über 17,2 Millionen Mal, davon über 16 Millionen in den Vereinigten Staaten.
| Land/Region                  | Auszeichnungen für Musikverkäufe (Land/Region, Auszeichnung, Verkäufe) | Verkäufe   |
| ---------------------------- | ---------------------------------------------------------------------- | ---------- |
| Argentinien (CAPIF)          | Gold                                                                   | 30.000     |
| Australien (ARIA)            | 3× Platin                                                              | 210.000    |
| Deutschland (BVMI)           | Gold                                                                   | 250.000    |
| Frankreich (SNEP)            | Gold                                                                   | 100.000    |
| Italien (FIMI)               | Gold                                                                   | 25.000     |
| Neuseeland (RMNZ)            | 2× Platin                                                              | 40.000     |
| Vereinigte Staaten (RIAA)    | 16× Platin                                                             | 16.000.000 |
| Vereinigtes Königreich (BPI) | 2× Platin                                                              | 600.000    |
| Insgesamt                    | 4× Gold · 13× Platin · 1× Diamant ·                                    | 17.255.000 |

Hauptartikel: Led Zeppelin/Auszeichnungen für Musikverkäufe